# NGC 1600

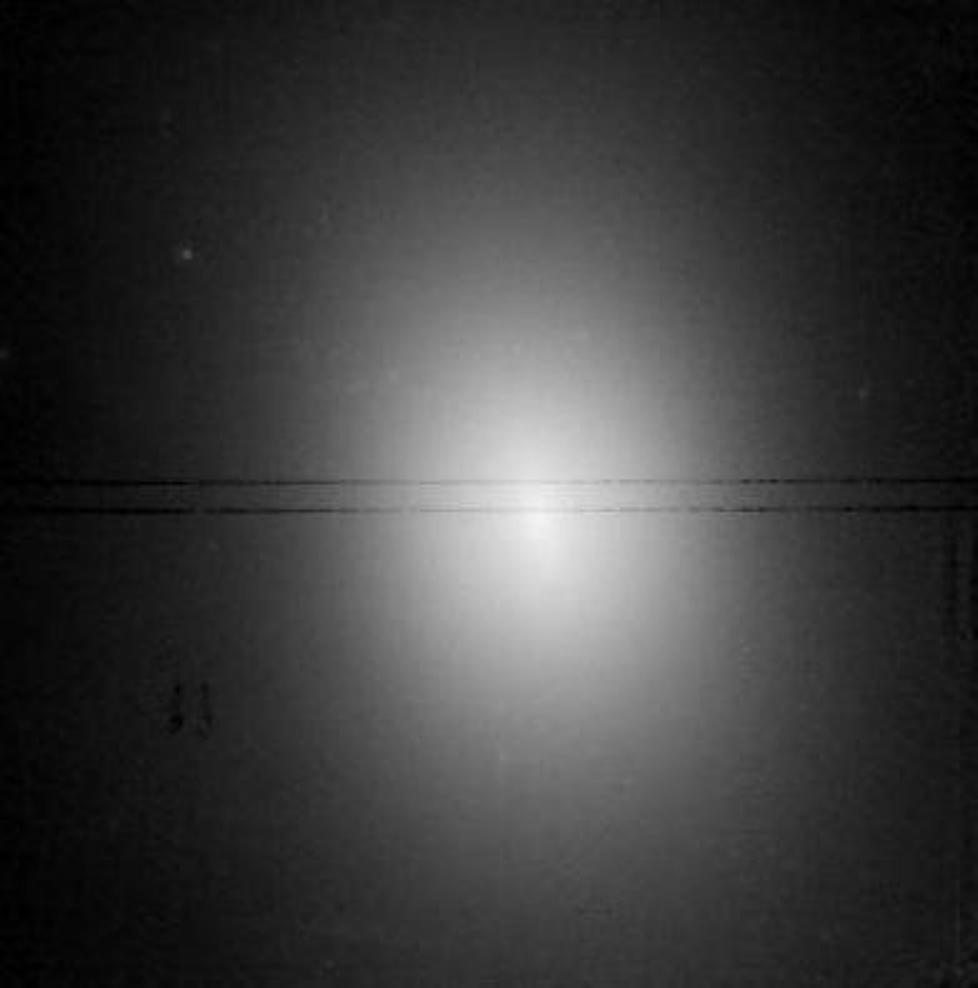
صورة بواسطة تلسكوب هابل للمجرة إن جي سي1600

إن جي سي 1600 (بالإنجليزية: NGC1600)‏ هي مجرة بيضاوية تقع على بعد 200 مليون سنة ضوئية في كوكبة النهر بمنطقة منعزلة كونياً وهي عبارة عن تجمع مجري يحوي حوالي 20 مجرة أن هذه المجرة غالبا ما تصنف على أنها عضو في مجموعة حرة، وجميع المجرات المجاورة لها خافتة بكثير، ويمكن أن تعتبر كالأقمار الصناعية لها 

## ثقب أسود هائل
لقد اكتشف علماء الفلك ثقباً أسود هائلاً جداً يحطم الرقم القياسي بحجمه، ويصل وزنه إلى 17 مليار شمس، في مكان غير متوقع من مركز مجرة في منطقة غير مأهولة في الكون.
وتشير الملاحظات التي أدلى بها تلسكوب هابل الفضائي التابع لناسا وتلسكوب جيميني في هاواي إلى أن هذه العمالقة الضخمة قد تكون أكثر شيوعاً مما كان يعتقد سابقاً. ويتواجد الثقب الأسود ذو الحجم الفائق المكتشف حديثاً في وسط مجرة بيضاوية هائلة، اسمها إن جي سي 1600.
وحتى الآن، أكبر الثقوب السوداء الهائلة -والتي تصل كتلتها حوالي 10 مليارات ضعف كتلة شمسنا- عُثر عليها في مراكز المجرات الكبيرة في مناطق الكون التي تحوي مجرات كبيرة أخرى.
في الواقع، فإن حامل الرقم القياسي الحالي يصل قياسه إلى 21 مليار شمس ويقع في عنقود كوما المجري المزدحم (Coma) الذي يتكون من أكثر من 1000 مجرة. إحدى الأفكار لتفسير الحجم الهائل للثقب الأسود هو أنه اندمج مع ثقب أسود آخر منذ فترة طويلة عندما كانت التفاعلات المجرية أكثر تواتراً. وعندما تندمج مجرتان، فإن ثقباهما الأسودان المركزيان يستقران في قلب المجرة الجديدة ويدوران حول بعضها البعض.